# Afzetmarkt
Een afzetmarkt is de markt waarop goederen of diensten van een bedrijf worden verkocht. Dit kan zowel in het thuisland van een bedrijf zijn, als in het buitenland. De keuze van een afzetmarkt kan een belangrijke factor zijn van het succes van een onderneming. Als bedrijven hun afzetmarkt vergroten, kunnen ze door schaalvoordelen de kosten drukken en daardoor goedkoper produceren. Dit is voordelig voor producent en consument.
Om te testen of de potentiële afzetmarkt voor een nieuw product groot genoeg is, onderzoekt men van tevoren (bijvoorbeeld middels een enquête) hoeveel consumenten het zouden willen kopen. De vuistregel is dat bij meer dan 5% 'early adopters' het product voldoende kans van slagen zal hebben zodra het wordt geïntroduceerd.